# Petra Boesler
Petra Boesler   (Berlín, 19 de setembre de 1955), de casada Wach, és una remadora alemanya que va competir sota bandera de la República Democràtica Alemanya durant la dècada de 1970.
El 1976 va prendre part en els Jocs Olímpics de Mont-real on, fent parella amb Sabine Jahn, guanyà la medalla de plata en la prova del doble scull del programa de rem.
En el seu palmarès també destaquen una medalla d'or i una de plata al Campionat del món de rem.